# Euproctis siribana
Euproctis siribana är en fjärilsart som beskrevs av Semper 1899. Euproctis siribana ingår i släktet Euproctis och familjen tofsspinnare. Inga underarter finns listade i Catalogue of Life.